# Rémy Bonne
Rémy Bonne (* 26. Januar 1989 in Nîmes, Frankreich) ist ein französischer Fußballspieler.

## Karriere
Bonne begann seine Karriere bei einem Verein aus Vergèze bei Nîmes. Ab 2010 stand er im Kader der Viertligamannschaft ES Uzès Pont du Gard, für die er als Stammspieler auflief. 2012 schaffte er mit der Mannschaft den Aufstieg in die dritte Liga. Im selben Jahr entschied er sich jedoch für einen Wechsel zum Zweitligaverein RC Lens, der als einer von mehreren Klubs aus der zweithöchsten Spielklasse Interesse an Bonne gezeigt hatte. Dort wurde er am 28. Juli 2012 am ersten Spieltag der neuen Saison beim 2:2 gegen Le Mans in der 82. Minute eingewechselt und gab damit sein Profidebüt. Fortan wurde er allerdings hauptsächlich in der zweiten Mannschaft eingesetzt. Im Januar 2013 spielte er erstmals über 90 Minuten für die Zweitligamannschaft, spielte aber nach der Sommerpause 2013 dort keine Rolle mehr. So hatte er keinen direkten Anteil am 2014 erreichten Aufstieg in die oberste nationale Spielklasse.
Im Aufstiegsjahr musste er Lens verlassen, da sein auslaufender Vertrag nicht verlängert wurde. Kurz darauf wurde er vom Zweitligisten AC Arles-Avignon verpflichtet. Dort wurde er fortan regelmäßig aufgeboten, nahm allerdings keinen Stammplatz ein und musste 2015 den Abstieg seiner Mannschaft hinnehmen. Nach einem Jahr ohne Verein schloss er sich 2016 dem Fünftligisten Aviron Bayonnais an.